# Waldsassen
Waldsassen är en stad i Landkreis Tirschenreuth i Regierungsbezirk Oberpfalz i förbundslandet Bayern i Tyskland  med omkring 7 000 invånare. Staden ligger nära den tjeckiska gränsen.

## Historia
Markgreve Diepold III grundade 1133 ett kloster här, som under de närmsta århundradena kom att bli ett av Bayerns mer betydande. Det dröjde till 1600-talet innan folk började bosätta sig utanför klostret. Orten fick 1895 järnvägsförbindelse genom linjen Wiesau-Cheb, vilket medförde en snabb industriell tillväxt under de följande årtiondena.
Efter slutet av andra världskriget skedde en mycket snabb befolkningsökning då tyskar från områden som förlorats till följd av kriget bosatte sig i staden.

## Vänorter
- Marcoussis, Frankrike
- Pencoed, Wales